# Stob Ghabhar
Stob Ghabhar (wymowa gaelicka: [ˈs̪t̪op ˈɣavəɾ]) – szczyt w paśmie Black Mount, w Grampianach Zachodnich. Leży w Szkocji, w regionach Argyll and Bute i Highland. 